# Néomaye du Poitou
Sainte Néomaye du Poitou ou Néomadie ou encore Noémoise ou Néomoye est la patronne des bergères. Issue d'une famille noble poitevine, Néomaye vécut vierge au Ve siècle. Fête le 14 janvier, le même jour que saint Hilaire.

## Éléments de sa vie
Néomadie serait née près de Loudun, à Mouterre-Silly, ou à La Mothe-Chandeniers.
Selon la légende, Néomadie était une jeune bergère que les jeunes gens poursuivaient de leurs assiduités. Elle pria Dieu de la rendre difforme pour éloigner d'elle les jeunes importuns. Dieu exauça sa prière et l'une de ses jambes fut changée en patte d'oie.
Elle s'exila sur les rives de la Sèvre comme simple bergère, pour s'éloigner des siens. Chaque jour faisant, elle menait ses moutons à l'herbage, jusqu'à ce que, à Fontcreuse, en plantant son bâton de bergère en terre, elle fit jaillir une source.
Selon une autre légende, poursuivie par les assiduités d'un seigneur du voisinage, et priant pour conserver sa vertu, elle fut dotée d'un pied d'oie. À cette vue, le soupirant s'enfuit, et la laissa tranquille. Sous le nom de Néomoise, elle était honorée à Sambin (Loir-et-Cher). Le thème du pied d'oie, attribué à plusieurs saintes, ainsi qu'à des reines (la reine de Saba, la mythique reine Pédauque, Berthe au grand pied...) peut faire référence à la lèpre, maladie provoquant des affections cutanées (écailles, couleur...) pouvant évoquer des pattes de palmipède. La patte d'oie était la marque distinctive des lépreux au Moyen Âge.

## Culte

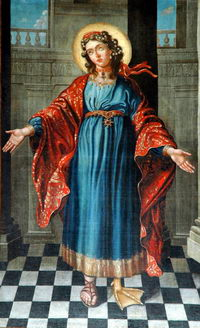
Tableau du peintre Devergnes - 1755

La patronne des bergères, sainte Noémoise dite aussi sainte Néomadie trône dans l'église Saint-Georges de Louestault.
Le troisième dimanche après Pâques a lieu la fête du biquet qui est devenue une institution  pour la commune de Louestault et dans le pays de Racan. Nul ne peut dire à quand elle remonte
Sainte Néomadie ne peut que protéger la tenue du marché fermier avec ses fraises, asperges, fromages, cidres, jus de pomme… et canards.

Elle est fêtée le 14 janvier, sainte guérisseuse et elle est considérée comme patronne des bergers dans les Deux-Sèvres.